# Résidence Mirza-Charbagh
 (décembre 2023).
 (décembre 2023).
La résidence Mirzachorbogh (Mirzachorbogh khangarargohi, palais Mirza Chorbogh, Mirza Chorbogh) est un palais construit à Karmana par l'émir de Boukhara, 'Abd al-Ahad Khan, entre 1900 et 1905. Elle était considérée comme une résidence d'été des derniers émirs de Boukhara. Elle est située dans la partie nord de la ville de Karmana, près de la rivière Zeravchan, à l'intersection des rues Amir Olimkhan et Mirzachorbogh du quartier de Kokhnakurgan. Elle est devenue une ruine en raison de la négligence et du pillage. Le fait que l'état du palais soit délabré et négligé a été plusieurs fois évoqué dans les médias et les réseaux sociaux, en réponse à quoi les autorités étatiques ont fait des déclarations officielles selon lesquelles la restauration du palais est incluse dans le plan d'État, mais rien n'a été réellement entrepris.
La résidence de Mirzachorbogh bénéficie d'une protection légale de l'État, mais elle est négligée dans les faits.

## Construction

### Choix du lieu
Plusieurs facteurs ont été pris en compte lors du choix d'un emplacement pour la construction d'une colonie, comme : la fraîcheur de l'air près de la rivière Zeravchan, la fertilité du sol pour la création d'un jardin, le souffle constant d'un vent frais en provenance de la chaîne de montagnes de Nurota et la facilité de la chasse.

### Ingénieurs
Abdurahim Ghazgoni a participé à la construction de la résidence de Mirzachorbog, et le palais a été décoré de ganch et de sculptures par l'artisan Shirin Muradov. Najjor Tora de Karmana, le maître Latif, le maître Dost et le maître Sultan Qori ont également participé à sa construction. De plus, environ mille artisans ont été impliqués dans la construction du palais.

## Architecture
Le palais a été reconstruit principalement dans un style en bois et en brique. Il est structuralement divisé en deux parties. La première partie est un bâtiment de 6x20 mètres avec une hauteur de 11 mètres, comprenant une salle à deux pièces et un hôtel de 15 lits. Au sommet du couloir se trouve un bolokhana. L'intérieur des deux salles est décoré de sculptures et de peintures. Un grand mihrab voûté et des arches ont été construits de chaque côté de l'hôtel. Les parties supérieures des murs nord et sud de la salle comportent quatre arches. Les huit fenêtres du bâtiment sont de style européen, et leur partie supérieure est en forme de cloche. L'entrée du bâtiment se fait par le côté nord à travers deux portes, qui sont ornées de sculptures.
À l'ouest de l'hôtel, se trouve un autre bâtiment de dix chambres. Du point de vue architectural, il a un aspect assez simple. Les fondations du bâtiment ont été restaurées jusqu'à une hauteur d'1 mètre, avec 25 rangées de briques de dimensions 28x28x4. Les briques de la 26e rangée ont été empilées verticalement, en tenant compte de leur résistance aux séismes. Les sinch et les zavarav sont disposés de manière polygonale, leurs arêtes étant dissimulées à la vue. L'intérieur des chambres du bâtiment est décoré dans un style oriental. Il y avait un puits de 9 à 12 mètres à proximité de la plateforme, à la surface de la cour, qui a été ultérieurement enterré.

## État
En 1942-1943, le palais a été utilisé comme caserne pour les soldats polonais. Après la guerre, il a été utilisé comme bureau d'une ferme collective. Des années 1960 à 1974-1975, il a été utilisé comme bureau de production de cocons de soie.
Dans le décret du Président de la République d'Ouzbékistan, signé le 27 mai 1999, il a été ordonné qu'un programme de rénovation de la résidence de Mirzachorbogh, ainsi que plusieurs autres objets historiques à Karmana, soit élaboré dans un délai de deux mois.
En 2009, il était prévu de commencer la rénovation du palais, mais en réalité, aucun travail n'a été effectué.
Le 13 mai 2020, l'institution d'État « Service client pour la construction, la reconstruction, la réparation parfaite et la réparation courante des objets » relevant du ministère de la Culture de la République d'Ouzbékistan a soumis au site de passation de marchés publics le développement des documents de projet et d'estimation pour la réparation de la résidence de Mirzachorbog, ainsi que plusieurs autres objets historiques en Ouzbékistan. Un appel d'offres a été annoncé.

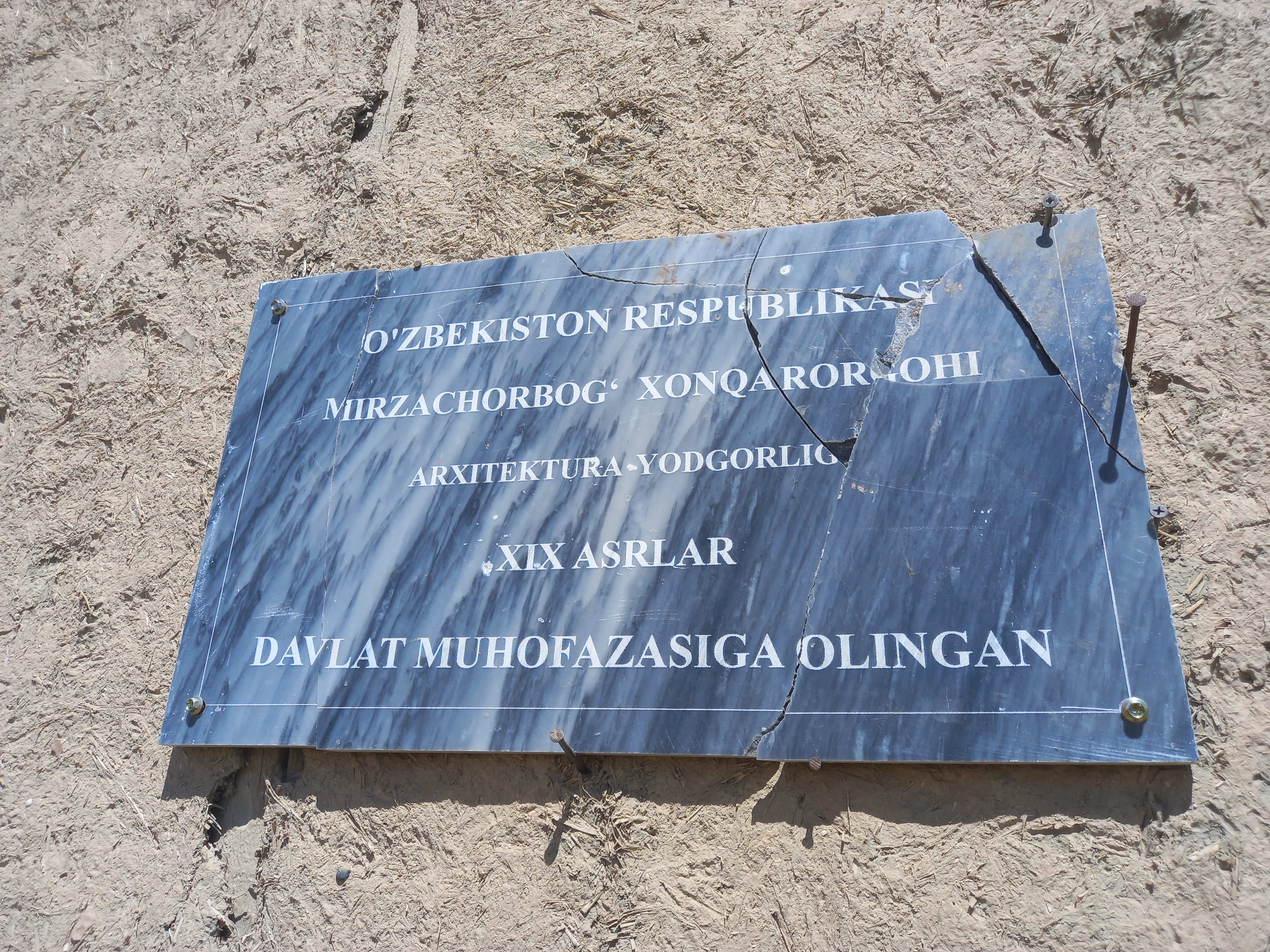
Une tablette de pierre datée de 2022 a été placée sur le mur sud de la résidence Mirzachorbogh

Même en 2021, l'état de la résidence a été largement commenté sur les réseaux sociaux et les organisations officielles ont été vivement critiquées par les utilisateurs des réseaux sociaux. À la suite de cela, l'Administration générale du tourisme et des sports de la région de Navoï a annoncé que la rénovation de la résidence de Mirzachorbog était prévue dans le programme de 2021, et 3,1 milliards de soums ont été alloués à ces travaux. Il a été annoncé que les travaux seraient effectués de manière séparée.
La résidence de Mirzachorbog est actuellement en ruines. La cour du palais a été perdue, le puits a été enterré et une partie du palais a été détruite, la transformant en une ruine complète. En 2017-2018, lorsqu'une rumeur s'est répandue parmi la population selon laquelle « un coffre d'or avait été trouvé dans la résidence de Mirzachorbog », les habitants locaux ont détruit les murs et les motifs en ganchkor de la résidence, ont excavé l'ancien siège du trône, ont détruit les escaliers d'entrée des chambres et ont cherché de l'or en dessous.
En avril 2019, la fondation en treillis de bois de la salle d'attente du palais s'est effondrée (elle penchait depuis quatre mois). Seuls des fragments du motif sont restés sur le site de l'effondrement. Les piliers et les poutres en bois épais, les portes et les fenêtres en bois précieux de cèdre et de noyer avec des motifs sculptés ont été transportés par les habitants locaux.
La presse a mentionné l'état délabré du palais à différentes occasions au fil des ans, mais il n'a pas été mis en pratique[pas clair]. Même la zone où se trouve le palais n'est pas clôturée pour le protéger.

## Galerie

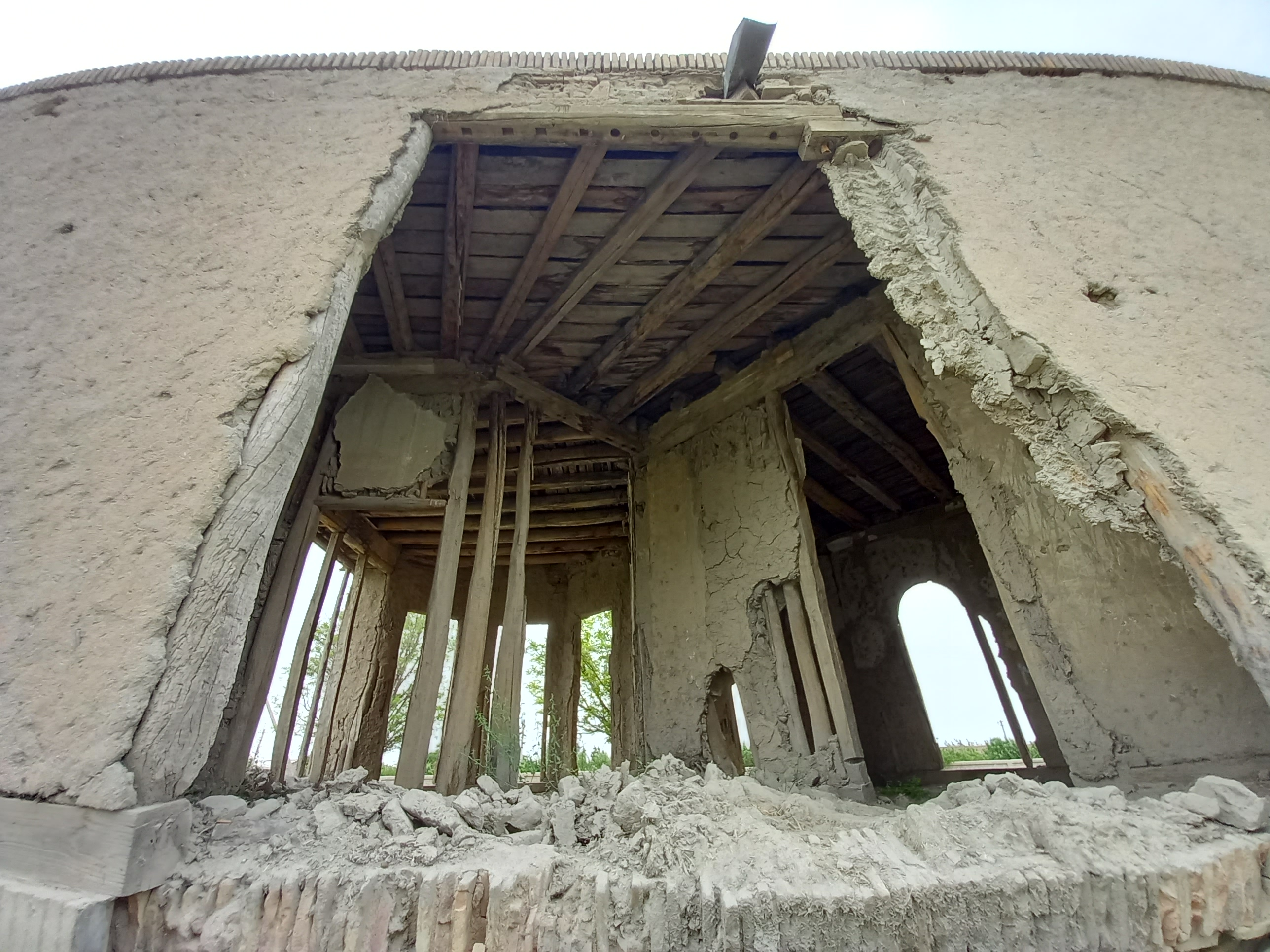
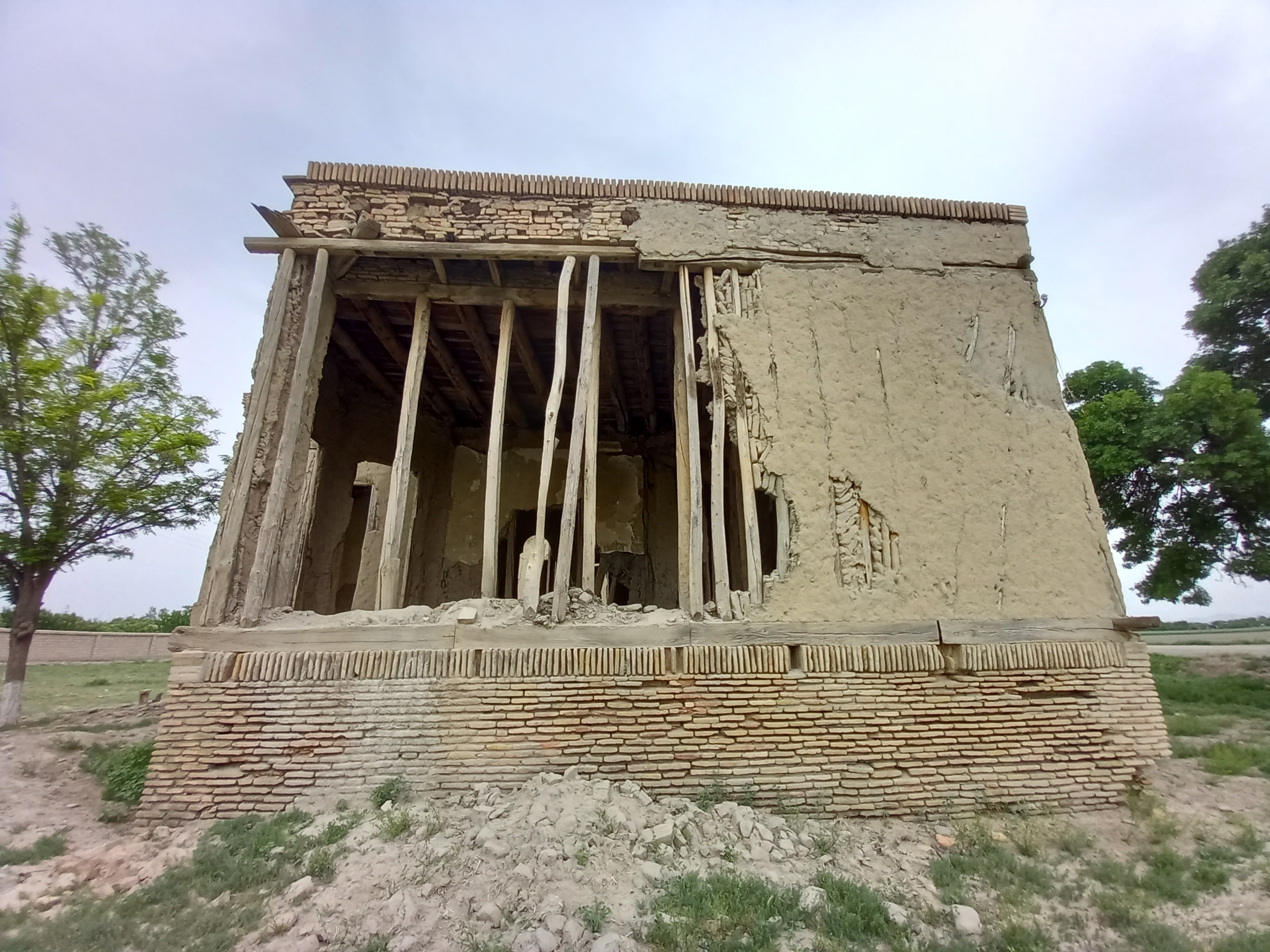
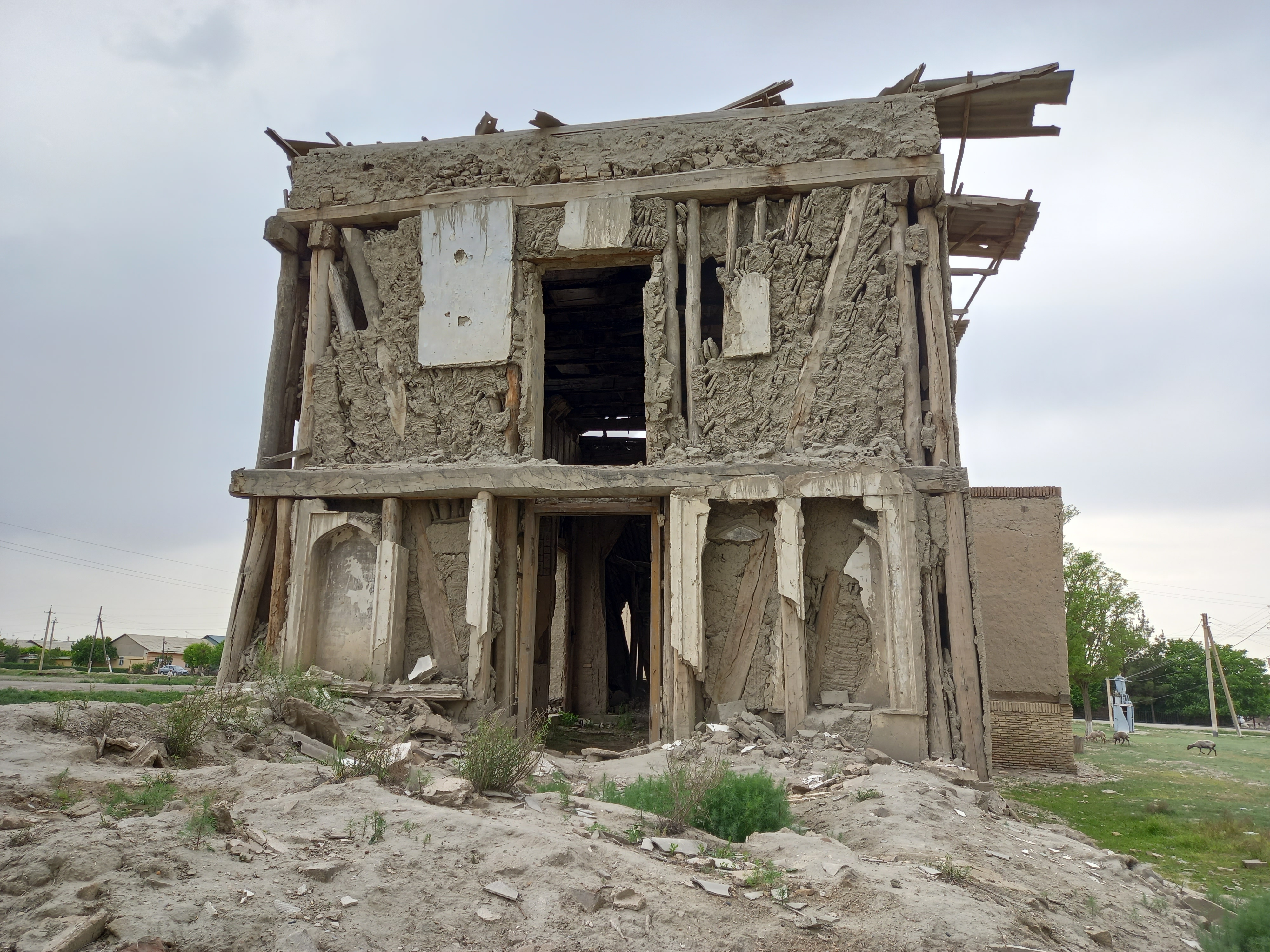
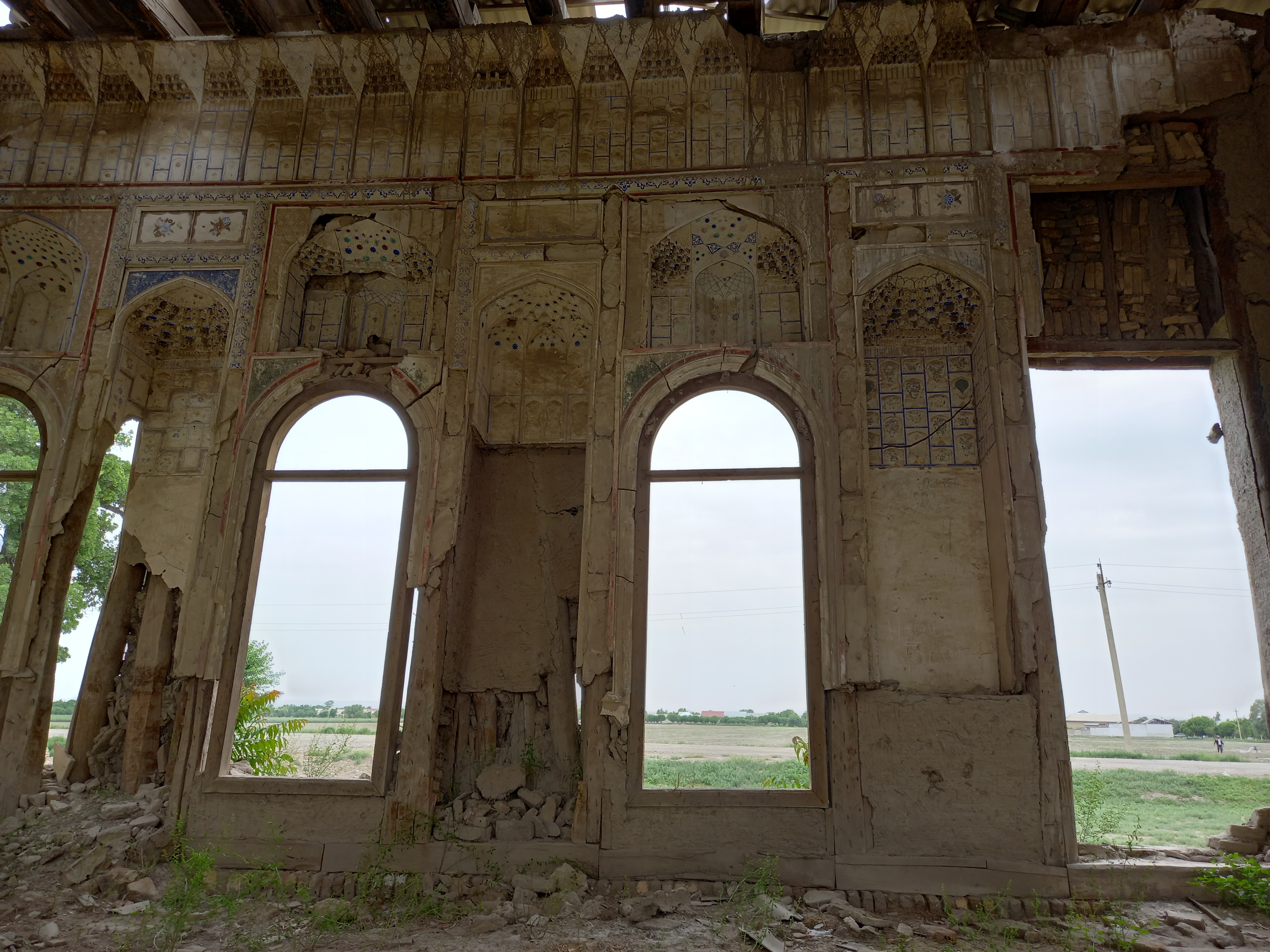
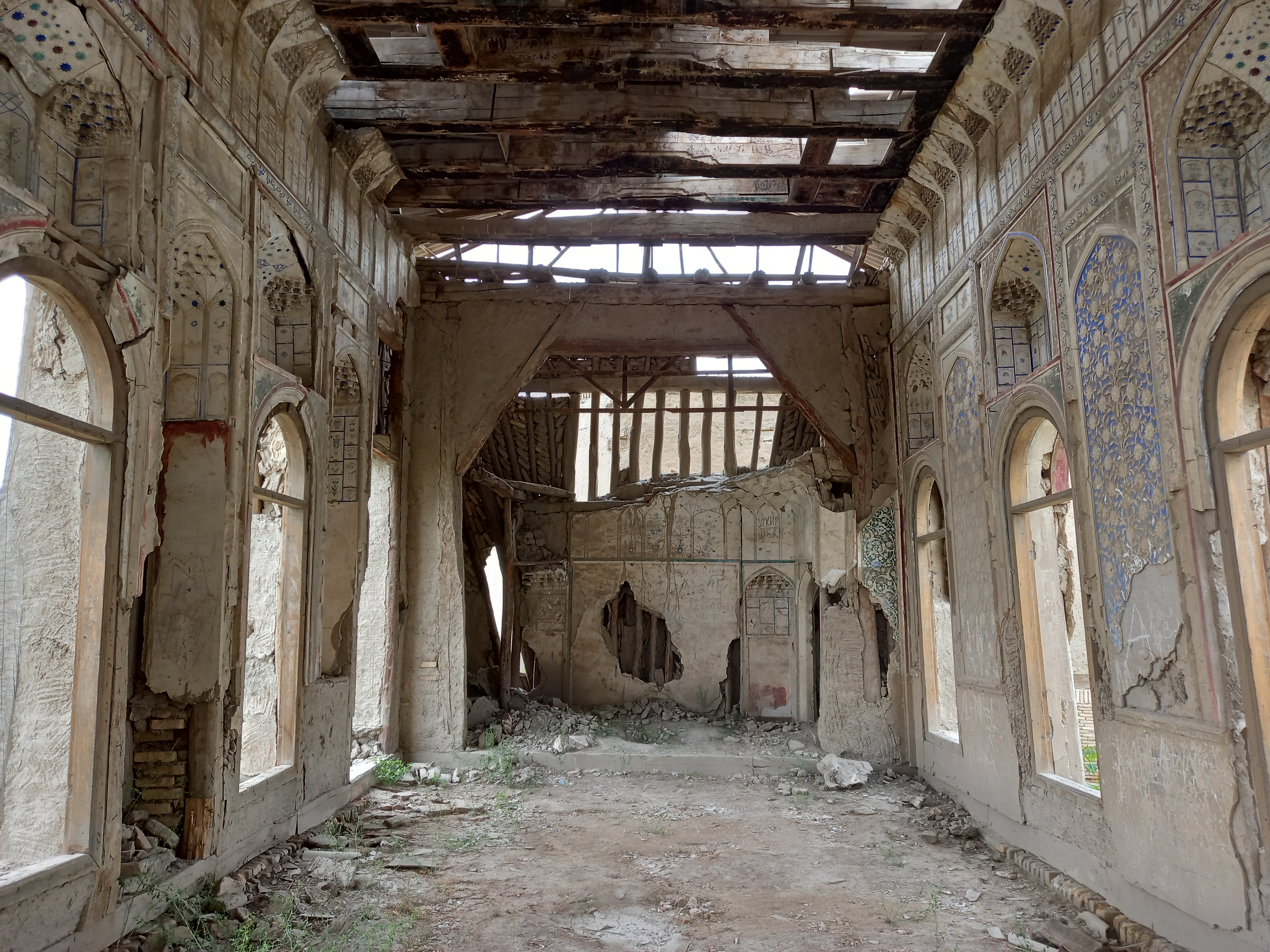
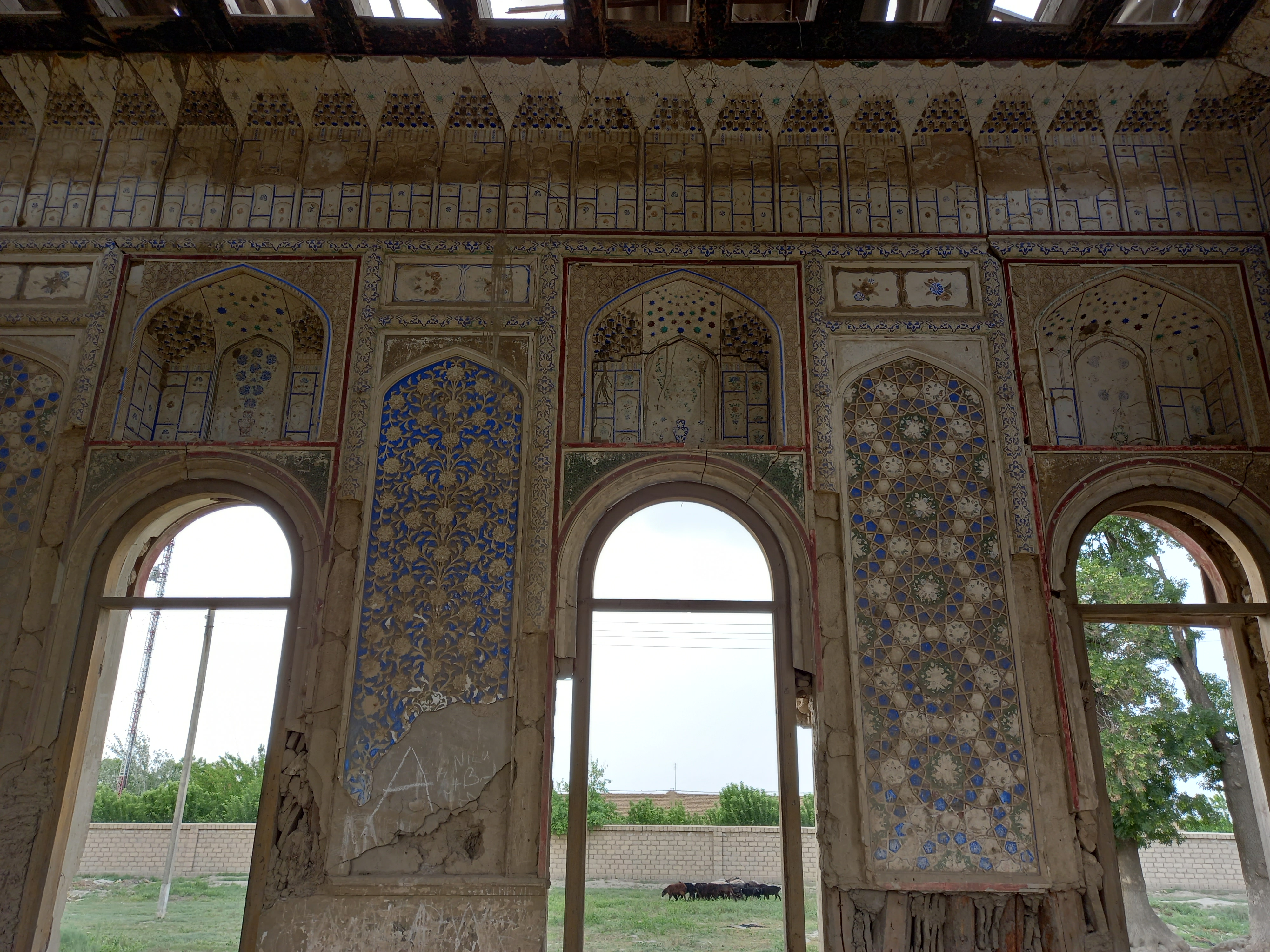
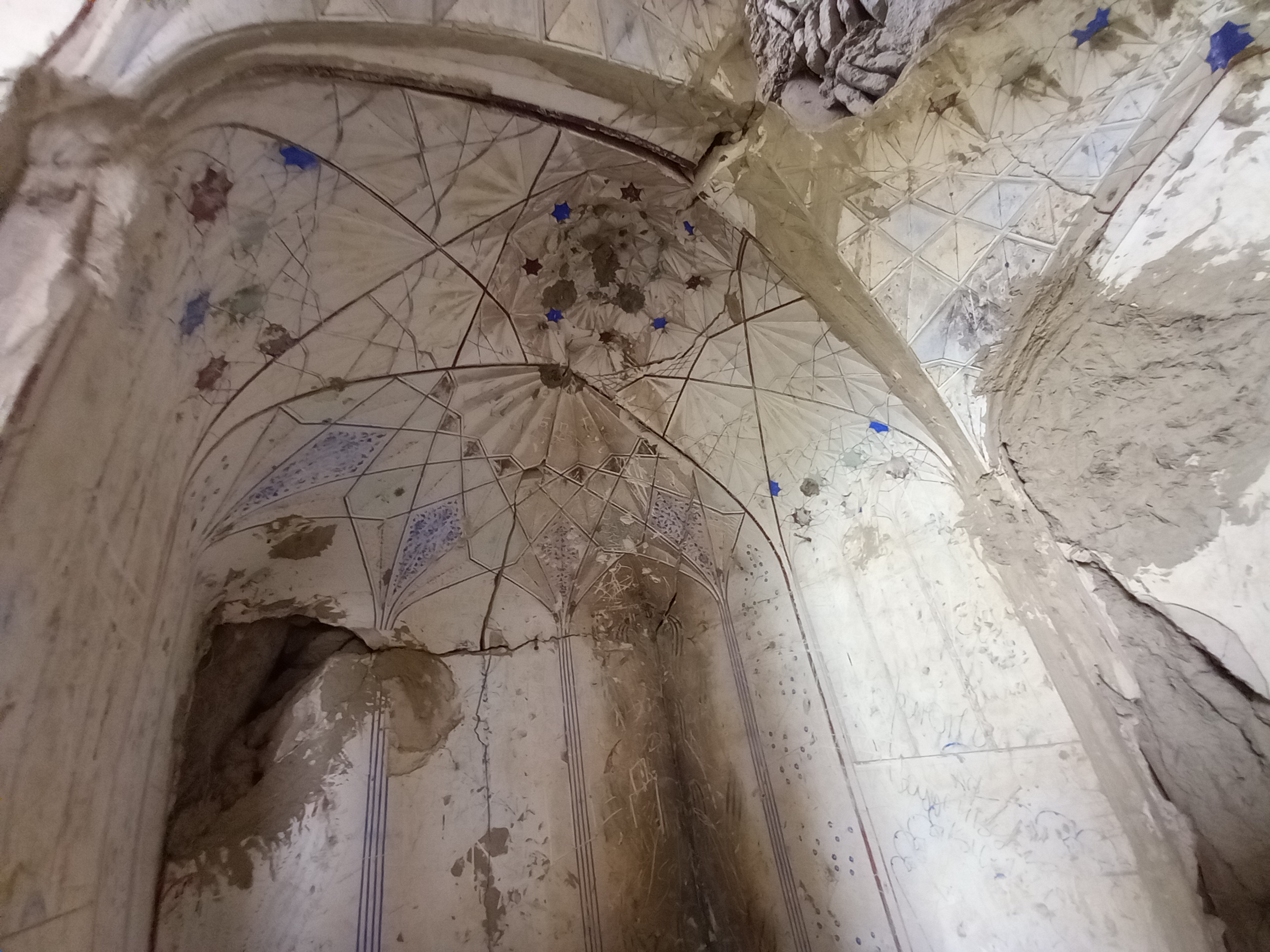
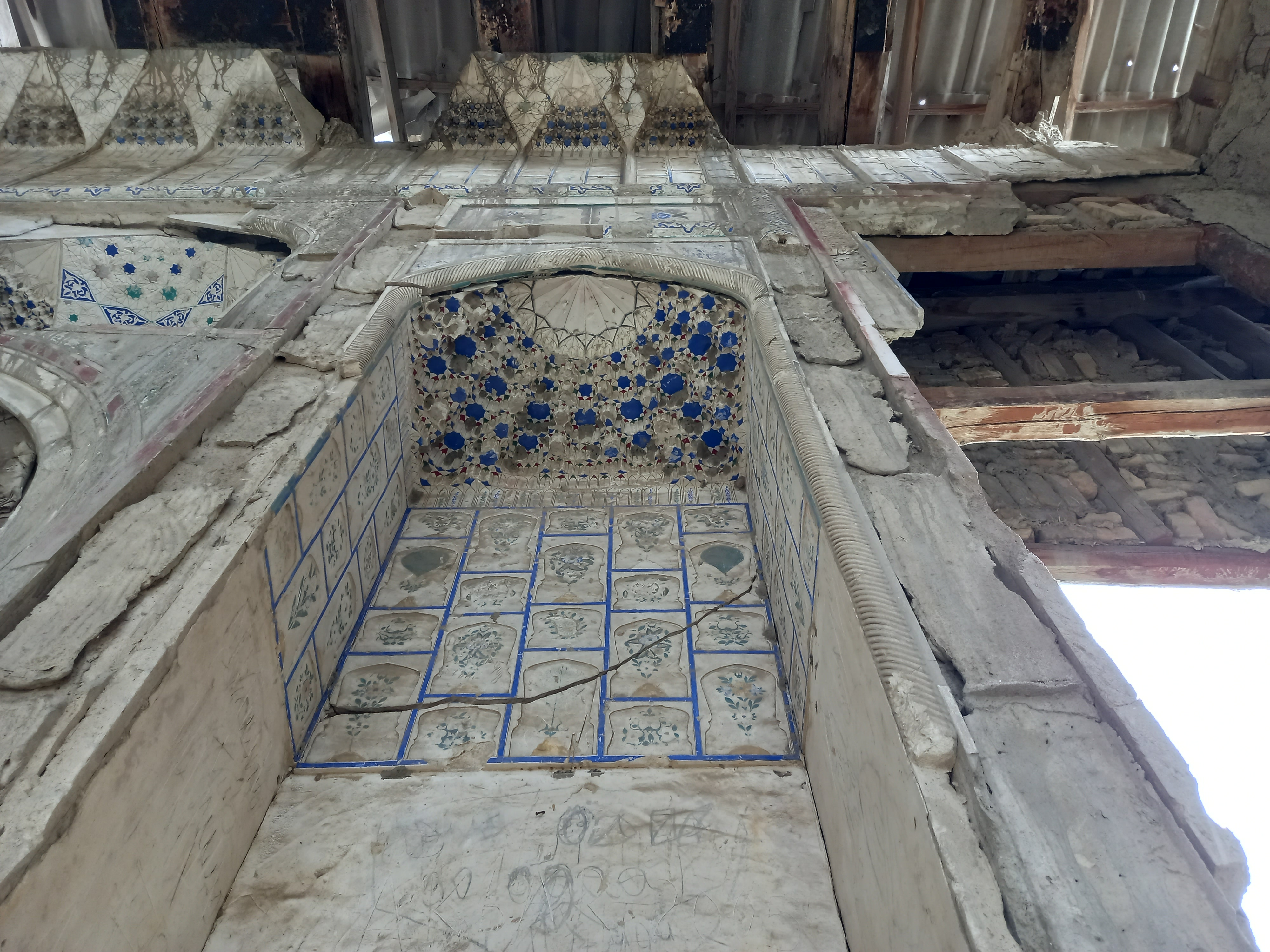